# Détachement air 190 Tahiti-Faa'a
Le Détachement Air 190  est une base aérienne  de l'Armée de l'air située à Tahiti en Polynésie française. Créée en 1961, elle portait le nom de base aérienne 190 Tahiti-Faa'a « Sergent Julien Allain » jusqu'à sa dissolution le 18 juillet 2012 par le général de division aérienne Thierry Caspar-Fille-Lambie.

## Historique
- Avec l'installation du Centre d'expérimentations nucléaires du Pacifique (CEP), il est décidé de construire un aéroport à Tahiti pour faciliter l'extraordinaire logistique qui se met en place entre la France métropolitaine et la Polynésie française. En 1959, la construction de la piste sur la côte nord-est de l'île de Tahiti démarre. Il faudra 2 ans pour compléter les travaux. L'inauguration officielle de la base a lieu en 1961.

La base est dissoute officiellement le 18 juillet 2012, ses infrastructures étant reprises par le Détachement Air 190.

## Unités présentes sur la base
- Escadrille 12S (septembre 1974-août 2000)
- Flottille 25F (depuis septembre 2000)
- Escadron de transport 82 Maine (depuis mai 1964)